# Aeropuerto Telefunken
Aeropuerto Telefunken fue uno de los primeros programas de televisión emitidos en España, entre 1958 y 1959 por la cadena pública TVE, con realización de Pedro Amalio López y guiones de José María Palacio.

## Formato
Se trató de un pionero entre los formatos de programas de variedades, con entrevistas y actuaciones a personalidades del mundo del espectáculo. El decorado se asimilaba a la sala de espera de un aeropuerto. Estaba patrocinado por la marca de televisores Telefunken.